# Lykoi
Lykoi, também chamado de gato-lobo, é uma mutação natural de um gato doméstico de pelo curto que tem a aparência de um lobisomem, daí o seu nome. Essa mutação causa uma forma de hipotriquia (por exemplo, alopecia congênita). A mutação ocorreu em gatos domésticos nos últimos 20 anos. Os testes genéticos realizados na Universidade da Califórnia em Davis confirmam que os gatos não possuem o gene Sphynx/Devon. A raça Lykoi foi desenvolvida em Vonore, no Tennessee. A palavra lykoi significa "lobos" em grego.

## Características
O Lykoi é um gato parcialmente ou quase completamente sem pelos que é geneticamente distinto do Sphynx. A sua pelagem é única em aparência e se assemelha ao revestimento de um gambá. O padrão é um pelo sólido e preto, uma cabeça em forma de cunha e um corpo sem excesso de massa. O Lykoi é considerado amigável em seu comportamento. Eles exibem um alto nível de carinho com seus donos.
Uma característica única da raça do gato é que o Lykoi é perde muito pelo quando mais velho, mas recupera a pelagem mais tarde na vida, dependendo da estação do ano.

## História

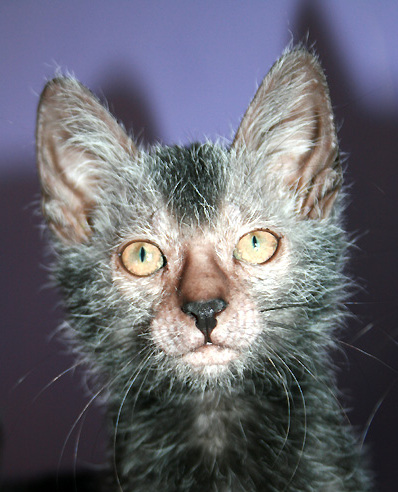
Detalhe facial de um Lykoi de cor preta.

Dois conjuntos diferentes de gatos domésticos com o gene Lykoi foram adotados de um resgate depois de serem descobertos na Virgínia em 2010, por Patti Thomas, que cofundou e nomeou a raça e, em 2011, um segundo par foi localizado no Tennessee, por Johnny Gobble, um veterinário de Vonore.
O Lykoi foi antes do registro da The International Cat Association (TICA) em 2012 e foi passado para o estatuto de "registro somente" por consentimento unânime. A raça agora é reconhecida como uma "raça do campeonato" e pôde começar a competir contra outras raças do campeonato de raças em maio de 2017, com o TICA. Atualmente, o seu programa de reprodução está em processo de expansão.

## Controvérsia
O Lykoi não é uma raça criada pelo homem, mas muitos criadores criaram controvérsia. A Cat Fanciers' Association (CFA), especifica uma série de "requisitos para reconhecimento como raça Provisória". Em novembro de 2015, o Lykoi ainda não era reconhecido pela CFA mesmo como uma raça provisória, mas é reconhecido como uma "Nova Raça Avançada" pela TICA.

## Saúde
Na Universidade do Tennessee, dermatologistas examinaram o Lykoi quanto a qualquer anormalidade cutânea. Juntamente com amostras de biópsia da pele, os dermatologistas não conseguiram encontrar nenhum motivo para o padrão de revestimento. O que eles descobriram é que alguns folículos capilares careciam de todos os componentes necessários necessários para criar pelo. Eles também descobriram que os folículos capazes de produzir cabelos não tinham o equilíbrio adequado desses componentes para manter a pelagem. Foi determinado, com a criação de testes, que o animal é uma verdadeira mutação natural.

Um estudo publicado pelo The Japanese Journal of Veterinary Dermatology descobriu que uma alta porcentagem de grupos de folículos pilosos foi afetada por foliculite linfocítica perifolicular a mural, de leve a grave, em todos os gatos Lykoi. O mesmo estudo descobriu que os gatos Lykoi tinham uma área média maior de glândulas sebáceas por grupo de folículos pilosos em comparação com os gatos domésticos de pelo curto, que foram usados como grupo de controle. Outros problemas de saúde não foram associados a essa raça. Estima-se que existam apenas 100 a 200 de gatos Lykoi no mundo.